# (1262) Sniadeckia
(1262) Sniadeckia est un astéroïde de la ceinture principale, découvert le 23 mars 1933 par l'astronome belge Sylvain Arend à Uccle. Sa désignation provisoire est 1933 FE. 
Il a été nommé en hommage à l'astronome polonais Jan Śniadecki.